# Ekklesia (Antike)
Die Ekklesia (altgriechisch ἐκκλησία ekklēsía) war eine Volksversammlung in den Städten (poleis) des antiken Griechenlands. Ihre Zusammensetzung und politischen Befugnisse waren in den Städten unterschiedlich ausgestaltet. Neben ekklesia kamen auch weitere Bezeichnungen vor.
Eine Versammlung der wehrfähigen Männer ist schon bei Homer erwähnt. Eine besondere Bedeutung als Träger der Volkssouveränität erhielt die Ekklesia in den demokratischen Städten des 5. und 4. Jahrhunderts v. Chr. Volksversammlungen bestanden in den Poleis auch noch in hellenistischer und römischer Zeit fort, waren aber in ihrer Bedeutung gegenüber den Ratsgremien eingeschränkt. Die Versammlungen fanden meist in Theatern statt, teilweise wurde für die Ekklesia auch ein eigener Versammlungsort angelegt, das Ekklesiasterion.

## Athen
Zur Zeit der attischen Demokratie war die Ekklesia der oberste Souverän Athens. Zu ihr wurden alle männlichen Vollbürger, die mindestens 18 Jahre alt waren, durch einen Keryx (κῆρυξ „Herold“) eingeladen. Das Stimmrecht erhielten sie allerdings erst nach Ableistung von zwei Jahren Wehrdienst. Im 4. Jahrhundert v. Chr. waren in Athen vierzig Volksversammlungen pro Amtsjahr vorgeschrieben. Die Ekklesia fand in der Frühzeit auf der Agora, seit der Zeit des Kleisthenes in der Pnyx, seit dem späten 4. Jahrhundert v. Chr. im Dionysostheater statt. Von den ca. 35.000 bis 40.000 Vollbürgern der klassischen Zeit nahmen im Schnitt wohl gegen 6000 teil; diese Zahl galt auch als Quorum für wichtige Entscheidungen. Frauen, Metöken und Sklaven durften nicht teilnehmen. Die Ekklesia wurde von der Bule (βουλή boulé „Rat der 400“, später „Rat der 500“) beraten, die die Beschlüsse letztlich ausführte.